# Emmanuël Jehin
Emmanuël Jehin (...) è un astronomo belga.
Ottenuto il dottorato in astronomia nel 2000 all'Università di Liegi, ha lavorato per sette anni all'Osservatorio europeo australe. Tornato in Belgio come ricercatore all'Università di Liegi, è divenuto il direttore del progetto TRAPPIST.
Il Minor Planet Center lo accredita per la scoperta dell'asteroide 541897 TRAPPIST, effettuata il 1º febbraio 2012.